# محمد مؤدب‌پور
محمد مؤدب‌پور (زادهٔ ۱۳۲۶ در رشت-درگذشتهٔ ۲۷ اردیبهشت ۱۳۸۰) نمایندهٔ حوزهٔ انتخابیهٔ رشت در دورهٔ ششم مجلس شورای اسلامی بوده‌است.
وی به علت بیماری فوت کرد.